# ハンズマン
株式会社ハンズマン（英: HANDSMAN CO., LTD.）は、宮崎県都城市に本社を置き、九州地方を中心にDIY型ホームセンターを展開する小売業者である。
長らく九州内でのみ店舗を展開していたが、2023年に本州初の店舗として大阪府へ出店した。

## 沿革
- 1914年（大正 3年） 1月 - 都城市上町に中村屋電器硝子商会として創業。
- 1964年（昭和39年）12月 - 都城市中町に「株式会社大薗硝子建材商会」を設立。
- 1972年（昭和47年）12月 - 商号を「大薗硝子建材株式会社」に変更。
- 1980年（昭和55年） 6月 - 本社を都城市早鈴町に移転。
- 1984年（昭和59年） 6月 - 日本DIY商品共同流通グループ（DMCグループ）に加盟。
- 1985年（昭和60年） 7月 - 商号を「オーゾノ株式会社」に変更。
- 1986年（昭和61年） 4月 - ホームセンター事業部を新設。1号店・ハンズマン吉尾店（宮崎県都城市）開店。
- 1992年（平成 4年） 7月 - 2号店・ハンズマン加納店（宮崎県宮崎郡）開店。
- 1995年（平成 7年） 7月 - 商号を「株式会社ハンズマン」に変更し、建材事業部をマルダイ建材株式会社（現・オーゾノ建材株式会社）に営業譲渡する。また、本社を都城市吉尾町に移転。
- 1996年（平成 8年） 4月 - 3号店・ハンズマン新名爪店（宮崎県宮崎市）開店。
- 1998年（平成10年） 4月 - 4号店・ハンズマン柳丸店（宮崎県宮崎市）開店。
- 2000年（平成12年）- 株式を日本証券業協会に店頭登録。
- 2000年（平成12年）3月1日 - JASDAQ証券取引所に上場。
- 2000年（平成12年）9月 - 5号店・ハンズマン国分店（鹿児島県国分市、現・鹿児島県霧島市）開店。
- 2001年（平成13年）12月 - 6号店・ハンズマン画図店（熊本県熊本市）開店。
- 2003年（平成15年） 9月 - 7号店・ハンズマンわさだ店（大分県大分市）開店。
- 2005年（平成17年）11月 - 8号店・ハンズマン大野城店（福岡県大野城市）開店。
- 2007年（平成19年）11月29日 - 9号店・ハンズマン菊陽店（熊本県菊陽町）開店。
- 2010年（平成22年）10月22日 - 10号店・ハンズマンくさみ店（北九州市小倉南区）開店[4]。
- 2012年（平成24年）11月15日 - 11号店・ハンズマン宇宿店（鹿児島県鹿児島市）開店。
- 2023年（令和5年）10月12日 - 12号店・ハンズマン松原店（大阪府松原市）開店。ロゴマークを一新。

## 特色
- 東京証券取引所スタンダード市場上場。
- 一般的な販売業の取り扱い品目数の縮小傾向とは逆に、顧客の多様多岐に亘る要望に応えるため現在でも220,000点以上を販売しており、今後も減らす予定はないという。また、この品数に対して肌理の細かい店頭対応を実現するため従業員数は1店舗あたり100-110人を稼動させている[5][6]。
- 接客面を重視し、あえてPOSシステムを導入しない方針を採っており[5] 在庫の管理は独自のシステムを使っている[5]。
- 店舗は2階建で大きな吹抜けを持つ構造を基本とし、顧客側からの売場位置の容易な把握や、また、購入目的以外の品物または売場が視界に捉えられることによる売場回遊性の向上などに寄与するとしている。店舗内のPOP、売場案内板、什器や棚などは、売場担当者らの手作業にて作成されている[7]。
- 仕入れ時に複数が一組となっている物や、必要上数種の品物が封入されている、いわゆる「セット商品」等も基本的に小分けして販売しているが、これに加え顧客の要望によっては、売場担当者の判断で可能な限りバラして販売することが認められており、顧客が不必要な数量、品物まで購入せざるを得ないという不便さを解消している。
- 電子部品を多く取り扱っている。
- 当初、開店時間は午前10時であったが、建築及び電気工事関係者が当日の業務に使用する部品や用品を当日の作業前に調達する需要や、休日の一般家庭における工作等、いわゆる日曜大工を行うにあたり来店・購入・帰宅・準備といった過程を経ると作業開始が概ね午後からとなり、必要十分な時間確保が困難との要望等に応えた結果、現在の開店時刻は午前7時である。[要出典]
- 早朝の開店時にはパンとコーヒーを無料で提供するサービスを全店で行っている[8]。コロナ禍の時期は一時期中断していたが、2023年5月8日より再開した[9]。
- 輸入園芸用品等は、現地にて自社担当者が直接買付け及び輸入を行うことで、仕入原価圧縮と低販売価格を両立させつつ利潤を確保することに成功している。

## テーマソング
テーマソングは複数存在し、店内で放送されるほか、CMソングとしても使われる。
全曲 ホームページ でダウンロードできるようにしている。
|         | 曲名                                       | 歌手       | 収録CD                    |
| ------- | ------------------------------------------ | ---------- | ------------------------- |
| SONG 1  | やる気マンマン ハンズマン                  |            |                           |
| SONG 2  | お陽サマ サンサン 日曜日                   |            |                           |
| SONG 3  | 幸せな日曜日                               | 堤田とも子 | HANDSMAN image song       |
| SONG 4  | 笑顔をありがとう                           | 堤田とも子 | HANDSMAN image song       |
| SONG 5  | そこにいつもハンズマン                     | 堤田とも子 | HANDSMAN IMAGE SONG vol.2 |
| SONG 6  | SUNSHINE DAY                               |            | HANDSMAN IMAGE SONG vol.2 |
| SONG 7  | 優しい手                                   | 宮本恵梨菜 |                           |
| SONG 8  | 君とボク                                   | 堤田とも子 | HANDSMAN IMAGE SONG vol.3 |
| SONG 9  | Let's Go To Wonderland                     | 堤田とも子 | HANDSMAN IMAGE SONG vol.3 |
| SONG 10 | 光の場所 Acoustic Ver./Electric Ver.       | Hikaru     | 光の場所                  |
| SONG 11 | Smile Acoustic Ver./Country Rock Ver.      | Hikaru     | Smile                     |
| SONG 12 | はじめよう。 Acoustic Ver./Bossa Nova Ver. | Hikaru     | はじめよう。              |

## 運営店舗
福岡県
- 大野城店[11]（大野城市上大利）
- くさみ店（北九州市小倉南区大字朽網）

大分県
- わさだ店（大分市大字市字池田）

熊本県
- 画図店（熊本市東区画図町大字重富）
- 菊陽店[12]（菊池郡菊陽町大字津久礼）

宮崎県
- 吉尾店[13]（都城市吉尾町）
- 加納店（宮崎市清武町加納乙）
- 新名爪店（宮崎市大字新名爪字二月田）
- 柳丸店（宮崎市柳丸町）

鹿児島県
- 国分店（霧島市国分府中町）
- 宇宿店（鹿児島市宇宿二丁目）

大阪府

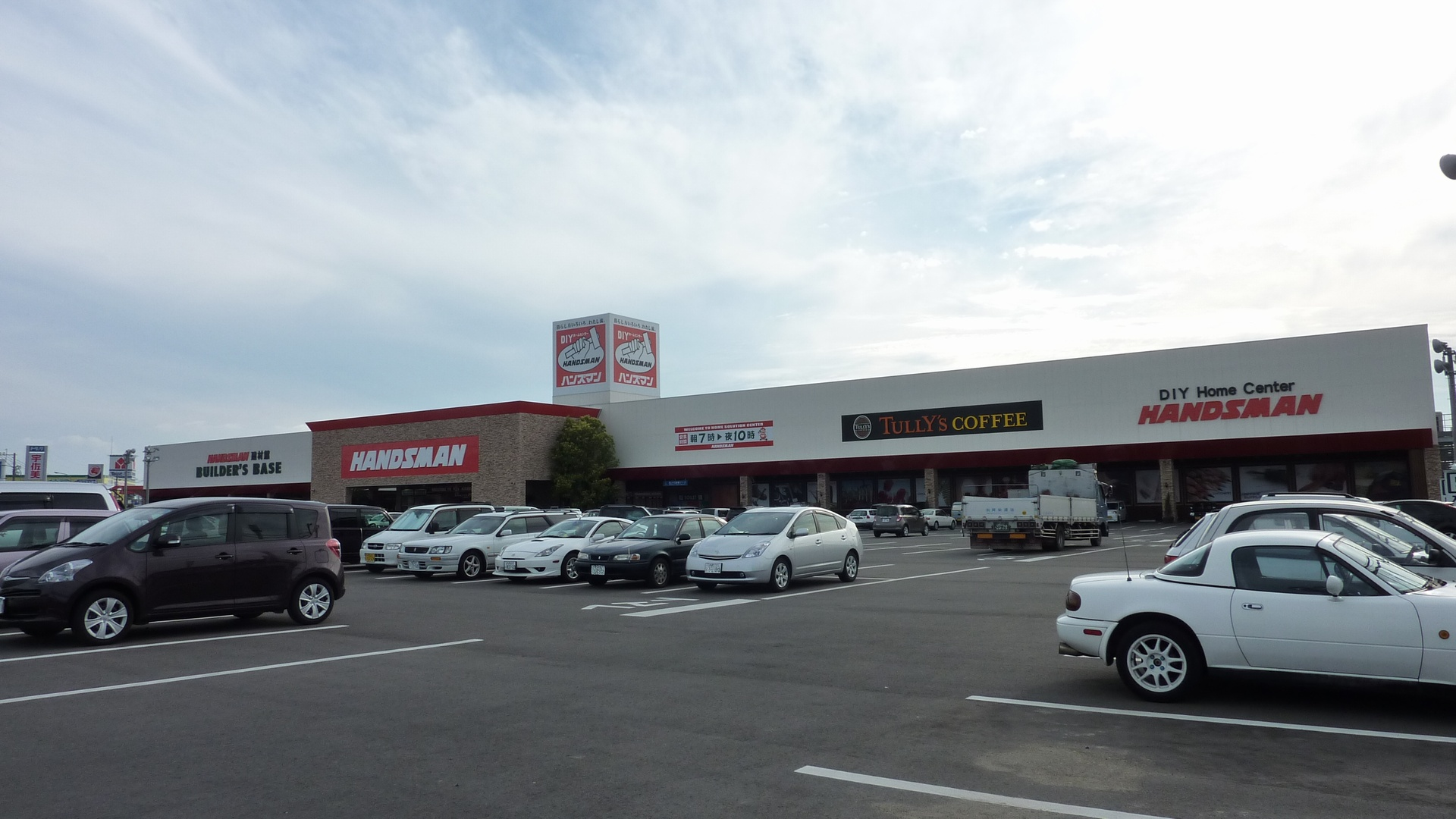
吉尾店

- 松原店（大阪府松原市、イオンタウン松原内） - 当初は2021年をめどに開業予定だったが[14][15]、土地区画整理事業の遅れにより2023年10月12日に延期された[16][17]。同社では初の九州地区以外の出店となる。

## 物流拠点
宮崎県
- 第1物流センター（宮崎県都城市早鈴町）
- 第2物流センター（宮崎県都城市早鈴町）

## テレビ番組
- 日経スペシャル カンブリア宮殿 熱狂店舗～常識を激変させる『店』作り（2010年9月20日、テレビ東京）[18]